# کوه‌کمر (مرند)
کوه‌کَمَر روستایی از توابع شهرستان مرند در استان آذربایجان شرقی ایران است. این روستا در دهستان زنوزق بخش مرکزی شهرستان مرند واقع شده است. کوه‌کمر از مناطق ییلاقی و خوش آب و هوای مرند است که در ۲۰ کیلومتری شمال شرق زنوز از توابع شهرستان مرند قرار دارد.
کوه‌کمر در منطقه‌ای کوهستانی قرار دارد و دسترسی به آن از طریق شهر زنوز امکان‌پذیر است. برای رسیدن به کوه کمر، مسیر از جاده مرند - جلفا آغاز شده و در سه‌راهی زنوز به سمت این شهر تغییر مسیر می‌دهد. پس از عبور از شهر زنوز و ادامه مسیر به‌سوی روستای تاریخی زنوزق، راه دسترسی به کوه کمر از پشت این روستا عبور می‌کند. این مسیر کوهستانی، دارای جاده‌ای آسفالته و مناسب است، اما به دلیل فراز و نشیب‌های طبیعی منطقه، دارای پیچ و خم‌های متعددی می‌باشد.
فاصله زمانی کوه‌کمر از سه‌راهی زنوز در حدود ۴۵ دقیقه برآورد می‌شود.
در میانه مسیر زنوز به کوه‌کمر، منطقه‌ای نسبتاً هموار با نام ماهار قرار دارد که محل ییلاق عشایر منطقه است. ساکنان اصلی کوه کمر عمدتاً عشایر کوچ‌نشین هستند که تابستان‌ها را در این منطقه سپری کرده و در زمستان به حوالی سیه‌رود کوچ می‌کنند. مسیر دیگری نیز از سمت سیه‌رود برای دسترسی به کوه کمر وجود دارد، اما بنا بر گفته اهالی، این مسیر به‌دلیل نامناسب بودن راه، کمتر مورد استفاده قرار می‌گیرد و بیشتر مردم مسیر زنوز را ترجیح می‌دهند.
توپوگرافی منطقه به‌گونه‌ای است که دره‌ای مثلثی‌شکل، کوه‌کمر را دربر گرفته است. در بخش‌های پایینی دره، زمین‌های کشاورزی گسترده‌ای قرار دارند، در حالی که نواحی مرتفع‌تر عمدتاً به باغات اختصاص یافته‌اند. رودخانه‌ای از میانه روستا عبور کرده و در حاشیه آن، زنبورداری به‌عنوان یکی از مشاغل رایج منطقه به چشم می‌خورد.
این روستا در جوار کوه و بقعهٔ زنجیر (سلطان سنجر؟) و چشمه پُر آب و گوارای «داش چشمه» واقع شده است. در صد متری این چشمهٔ جوشان، چشمهٔ آب «کس» که به «آب مور» معروف و یک چشمهٔ معدنی است، قرار دارد.
باغات آن پوشیده از درختان تبریزی است و مزارعش غالباً زیر کشت یونجه است منبع اصلی درآمد اهالی از دامداری است و با توجه به وسعت زیاد مراتع ییلاقی قسمتی از آن‌ها در تابستان به ایلات ساکن در مسیر جاده خوی-مرند اجاره داده می‌شود.

## پیشینه

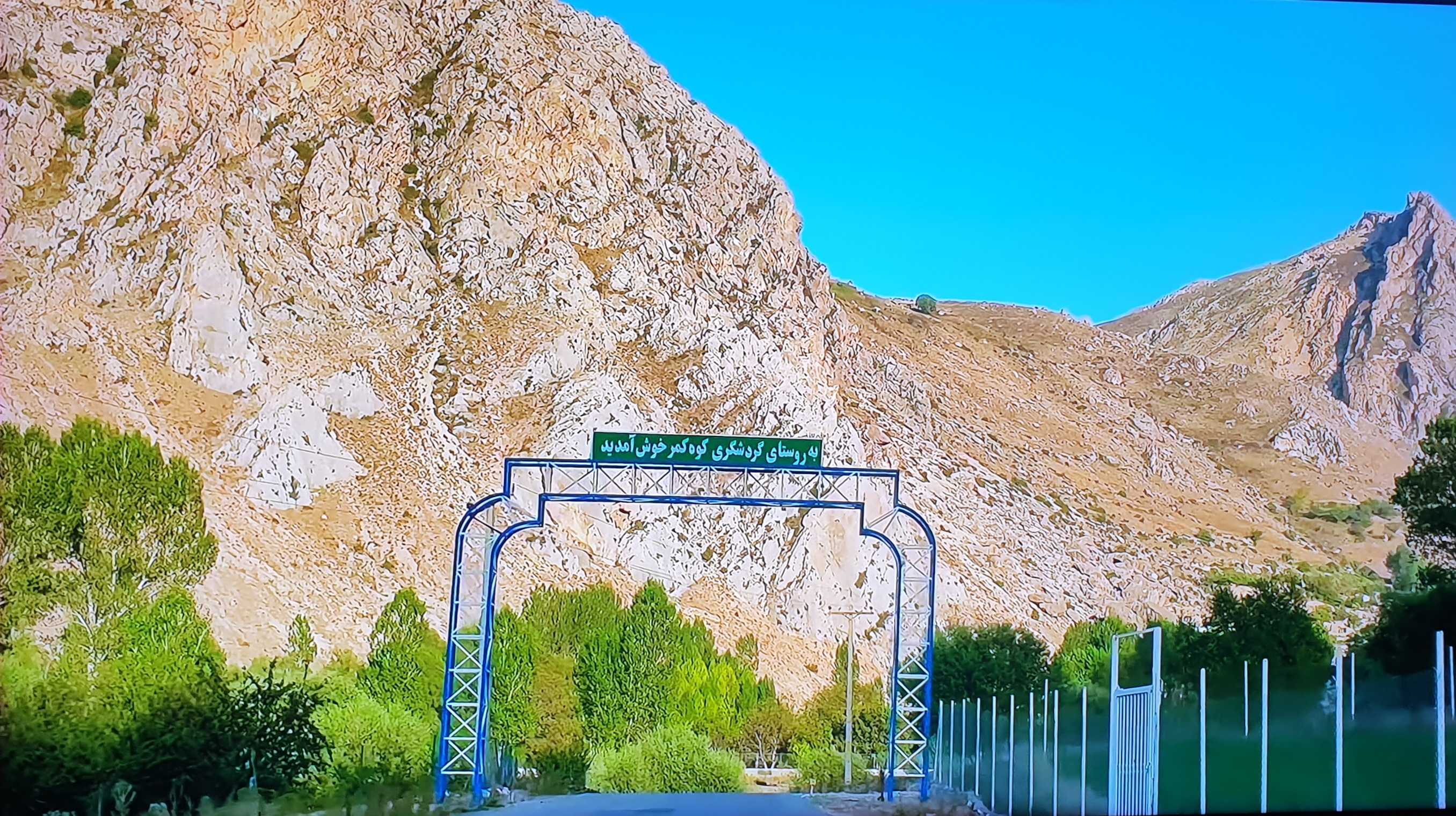
ورودی به روستای کوه‌کمر از سمت زنوزق

روستاهای کوه‌کمر و هریس پیش از این از دیزمار ارسباران جدا شده و به شهرستان مرند ضمیمه شده‌اند.
آبادی کوه‌کمر موطن آباء و اجدادی آیت‌الله سیّد حسین کوه‌کمری است. بیشتر ساکنان این روستا، از نسل سیّد حسن بابا هستند. چند خانواده غیر سیّد نیز در این روستا زندگی می‌کنند که در اصطلاح محلی به آنان «غریبه» می‌گویند. اهالی روستا مذهب اثنا عشری دارند و به شغل کشاورزی و دامداری مشغول اند.
از تاریخ شکل‌گیری روستا اطلاعی در دست نیست، ولی احتمال می‌رود که با سکونت سیّد حسن بابا در آن جا این روستا شکل گرفته و رفته رفته به صورت دهی آباد درآمده است. در چند سدهٔ پیش، خانواده‌های مختلفی از این سلسله به شهرهای همجوار مانند خوی و تبریز و اهر کوچیده‌اند.
تقریباً بیش از یک چهارم جمعیت قصبه خاروانا را سادات کوه کمر تشکیل می‌دهد. در محال دیزمار ارسباران جمعیت طایفه میر رزاق‌لو از بقیه سادات کوه‌کمر بیشتر است، در حالیکه در روستای کوه‌کمر جمعیت طایفه مرصل لو از دیگر طوایف بیشتر بوده است. در چهار روستای دیزمار بنامان نچق، هریس، گول آخیر و کوه‌کمر جمعیت سادات از دیگر روستاییان بومی به مراتب بیشتر است و سادات کوه‌کمر اکثریت جمعیت روستاهای مذکور را تشکیل می‌دهد. در خود روستای کوه‌کمر به مردمان بومی آن روستا که سید نیستند ولی اصالتاً کوه‌کمری هستند، غریب می‌گویند. مردم دیزمار ارسباران به سادات احترام ویژه‌ای قائل هستند، بطوریکه در اکثر محال دیزمار قبور آنها متبرک بوده و به صورت امام‌زاده از احترام خاصی برخوردار اند
ییلاقات "زریش"- "دربند" و " جله میدان" (جنگ میدانی) که در دامنه‌های کوه "سلطان زنجیر" واقع شده‌اند در منطقه معروف هستند. گفته می‌شود در "جله میدان" در ایام گذشته جنگ‌هایی رخ داده است وجود قبرستانی وسیع در آنجا که بعضاً قبرهای دسته جمعی هم در آن دیده می‌شود.